# 1.FCザールブリュッケン
1. FCザールブリュッケン(1. FC Saarbrücken)は、ドイツ・ザールブリュッケンに本拠地を置くサッカークラブ。1943年と1952年にドイチェ・フースバルマイスターシャフトで準優勝を収めたのが最高の記録。

## 歴史

### 第二次大戦前
1903年に トゥルンフェアアイン1876マールシュタット (Turnverein 1876 Malstatt) のサッカー部門として創設された。1907年にサッカー部門はFVマールシュタット・ブルバッハ (FV Malstatt-Burbach) として分離独立。1909年にFVザールブリュッケン (FV Saarbrücken) に改名。戦時中の1943年から1945年はSC07アルテンケッセル (SC 07 Altenkessel) と合併してクリークスシュピールゲマインシャフト・ザールブリュッケン (Kriegsspielgemeinschaft Saarbrücken) と改名したが、戦後に解散し、1.FCザールブリュッケンという名のクラブを新たに結成した。

### 第二次大戦後
大戦後、クラブがあるザール地方はフランス軍の占領下におかれた。1945-46シーズンから3シーズンはオーバーリーガ(1部相当)に所属。1948年はディヴィジョン・ドゥに参加。首位でシーズンを終えたものの、他チームの反対意見によりディヴィジョン・アンへの昇格、また翌年のリーグ参加は認められなかった（優勝は2位のRCランスとなっている）。1949年から2シーズンはフレンドリーマッチのみを戦った。
1951年よりドイツのサッカーリーグに復帰した。第1回のチャンピオンズカップ出場チームの1つ 。ブンデスリーガ発足初年度に2部へ降格するも、1976年にブンデスリーガ1部に復帰。2シーズンで再び2部へ降格、1981年には3部に降格した。
80年代後半より好成績を重ね、1986年と1993年はブンデスリーガ1部に在籍するも、それぞれ1シーズンで再び2部へと降格した。
2部時代の1995年に経営危機が発覚すると、ブンデスリーガ参加権を剥奪され、レギオナルリーガ（3部相当）へ降格となった。以後は昇格と降格を繰り返すエレベータークラブとなり、2008年にはオーバーリーガ（5部相当）にまで降格した。
2020年、4部リーグに所属するチームとして初めてDFBポカールベスト4入りを果たした。
2023シーズンは3部に所属し、DFBポカールでバイエルン・ミュンヘンを下す大金星を挙げると、続くラウンド16ではフランクフルト、準々決勝でボルシアMGに勝利しベスト4という成績を再び残した。

## タイトル

### 国内タイトル
- ブンデスリーガ2部：1回
  - 1991-92 (南地区)

### 国際タイトル
- なし

## 過去の成績
| シーズン | ディビジョン             | ディビジョン | ディビジョン | ディビジョン | ディビジョン | ディビジョン | ディビジョン | ディビジョン | ディビジョン | DFBポカール |
| シーズン | リーグ                   | 試           | 勝           | 分           | 敗           | 得           | 失           | 点           | 順位         | DFBポカール |
| -------- | ------------------------ | ------------ | ------------ | ------------ | ------------ | ------------ | ------------ | ------------ | ------------ | ----------- |
| 2009-10  | レギオナルリーガ・西部   | 34           | 20           | 9            | 5            | 53           | 33           | 69           | 1位          |             |
| 2010-11  | ブンデスリーガ3部        | 38           | 17           | 8            | 13           | 61           | 51           | 59           | 6位          |             |
| 2011-12  | ブンデスリーガ3部        | 38           | 13           | 15           | 10           | 61           | 51           | 54           | 10位         | 1回戦敗退   |
| 2012-13  | ブンデスリーガ3部        | 38           | 12           | 9            | 17           | 52           | 62           | 45           | 11位         | 1回戦敗退   |
| 2013-14  | ブンデスリーガ3部        | 38           | 8            | 8            | 22           | 38           | 63           | 32           | 20位         | ベスト16    |
| 2014-15  | レギオナルリーガ・南西部 | 34           | 21           | 6            | 7            | 51           | 27           | 69           | 2位          |             |
| 2015-16  | レギオナルリーガ・南西部 | 34           | 15           | 9            | 10           | 48           | 36           | 54           | 7位          |             |
| 2016-17  | レギオナルリーガ・南西部 | 36           | 21           | 6            | 9            | 61           | 42           | 69           | 3位          |             |
| 2017-18  | レギオナルリーガ・南西部 | 36           | 25           | 7            | 4            | 92           | 32           | 82           | 1位          | 1回戦敗退   |
| 2018-19  | レギオナルリーガ・南西部 | 34           | 20           | 7            | 7            | 77           | 35           | 67           | 2位          |             |
| 2019-20  | レギオナルリーガ・南西部 | 23           | 18           | 1            | 4            | 52           | 18           | 55           | 1位          | 準決勝敗退  |
| 2020-21  | ブンデスリーガ3部        | 38           | 16           | 11           | 11           | 66           | 51           | 59           | 5位          |             |
| 2021-22  | ブンデスリーガ3部        | 36           | 14           | 11           | 11           | 50           | 44           | 53           | 7位          |             |
| 2022-23  | ブンデスリーガ3部        | 38           |              |              |              |              |              |              | 位           |             |

## 歴代監督
- ルートヴィヒ・トレッター 1936.7-1937.6
- アウグスト・ヨルダン（英語版） 1950.7-1953.6
- ラドスラフ・モミルスキ（英語版） 1953.5-10
- ヘルムート・シェーン (暫定) 1953.10-1954.6
- ハンス・タウヒェルト（ドイツ語版） 1954.7-1956.6
- ハンス・ピルツ（ドイツ語版） 1956.7-1959.2
- フレッド・ペルケ 1959.3-6, 1967.7-12
- イェヌー・チャクナーディ（英語版） 1959.7-1961.6
- ヘルムート・ヨハンセン（英語版） 1961.7-1963.6
- ヘルムート・シュナイダー（英語版） 1963.7-1965.1
- ウィリー・マッチョ 1964.7-1965.6
- ユップ・デアヴァル 1965.1-6
- ベルント・オレス（ドイツ語版） 1965.7-1967.6
- ミラン・ニコリッチ（英語版） 1967.12-1970.12
- オットー・レーハーゲル 1972.7-1973.6
- ハーバート・ビンケルト（英語版） 1973.7-1975.6
- スロボダン・チェンディッチ（英語版） 1974.7-1976.10, 1978.11-1980.10
- ベルント・シュテーバー（ドイツ語版） (暫定) 1976.10
- マンフレート・クラフト（英語版） 1976.10-1978.2

## 歴代所属選手
- フェリックス・マガト 1974-1976
- ジュリアン・デ・グズマン 2000-2002
- 鈴木伸貴 2002-2005
- ムスタファ・ハッジ 2005-2007
- 石原卓 2014